# John Phillips (John, the Wolf King of L.A.)
John Phillips (John, the Wolf King of L.A.) är John Phillips debutalbum som soloartist, utgivet 25 januari 1970. Den ursprungliga utgåvan innehöll tio låtar, vilka alla var skrivna av Phillips. Texterna fokuserar aktuella händelser i artistens liv, till exempel dennes nya flickvän Geneviève Waïte och den långvariga vänskapen med Ann Marshall ("April Anne").
Bland de medverkande musikerna märks inte minst medlemmar från Elvis Presleys tidigare kompband, till exempel James Burton och medlemmar från Wrecking Crew.
Albumets mixning karakteriseras av att Phillips sång inte är särskilt tydligt framträdande i ljudbilden, vilket kan förklaras av Phillips insåg sina begränsningar som sångare. Vissa kritiker menar att om The Mamas and the Papas (Phillips tidigare band) hade spelat in albumet, med de framträdande sånginsatser som utmärkte det bandet, så hade skivan varit att betrakta som en av deras bästa, främst tack vare Phillips starka låtmaterial.
Singeln "Mississippi" nådde en topp-40-placering på Billboardlistan.
Albumet återutgavs 2006 med åtta ytterligare spår.

## Låtlista
Om inte annat anges är låtarna skrivna av John Phillips. 
1. "April Anne" – 3:22
2. "Topanga Canyon" – 3:53
3. "Malibu People" – 3:41
4. "Someone's Sleeping" – 2:46
5. "Drum" – 3:36
6. "Captain" – 3:25
7. "Let It Bleed, Genevieve" – 2:53
8. "Down the Beach" - 2:52
9. "Mississippi" – 3:36
10. "Holland Tunnel" – 3:41

Bonuslåtar på 2006 års utgåva
1. "Shady" - 3:48
2. "Lonely Children" - 3:44
3. "Lady Genevieve" - 4:30
4. "Black Girl" (trad.) - 3:29
5. "The Frenchman" - 4:03
6. "16mm Baby" (Reich) - 2:41
7. "Larry, Joe, Hal and Me" - 2:25
8. "Mississippi" (singelversionen) - 3:07

## Personal
- John Phillips - sång, gitarr, munspel
- Buddy Emmons - pedal steel
- James Burton - gitarr, dobro
- Red Rhodes - steel guitar
- Darlene Love - sång
- Gordon Terry - fiol
- Hal Blaine - trummor
- David Cohen - gitarr
- Dr. Eric Hord - gitarr
- Fanita James - sång
- Jean King - sång
- Larry Knechtel - keyboards
- Joe Osborn - bas